# Elecciones estatales de Salzburgo de 2023
Las elecciones estatales de Salzburgo de 2023 tuvieron lugar en el estado austriaco de Salzburgo el 23 de abril de 2023. El gobernador titular de Salzburgo, Wilfried Haslauer, del Partido Popular Austríaco, se postuló para la reelección. Tras las elecciones, se acordó una coalición entre ÖVP y FPÖ, la primera de este tipo en Salzburgo. Haslauer fue reinvestido gobernador por el Landtag recién convocado y asumió el cargo el 14 de junio de 2023.

## Antecedentes
En las anteriores elecciones estatales de 2018, el ÖVP logró un gran resultado del 37,8 % del voto, revalidando su posición de partido más votado con un resultado mayor que el de 2013. Por otro lado, Los Verdes perdieron más de la mitad de los votos. Mejor parado salió el Partido Comunista, que habiéndose presentado con una apuesta renovada, llamada KPÖ Plus, que consiguió cuatro escaños, volviendo al parlamento regional en el que no contaba con representación desde las elecciones estatales de 1949.

## Resultados

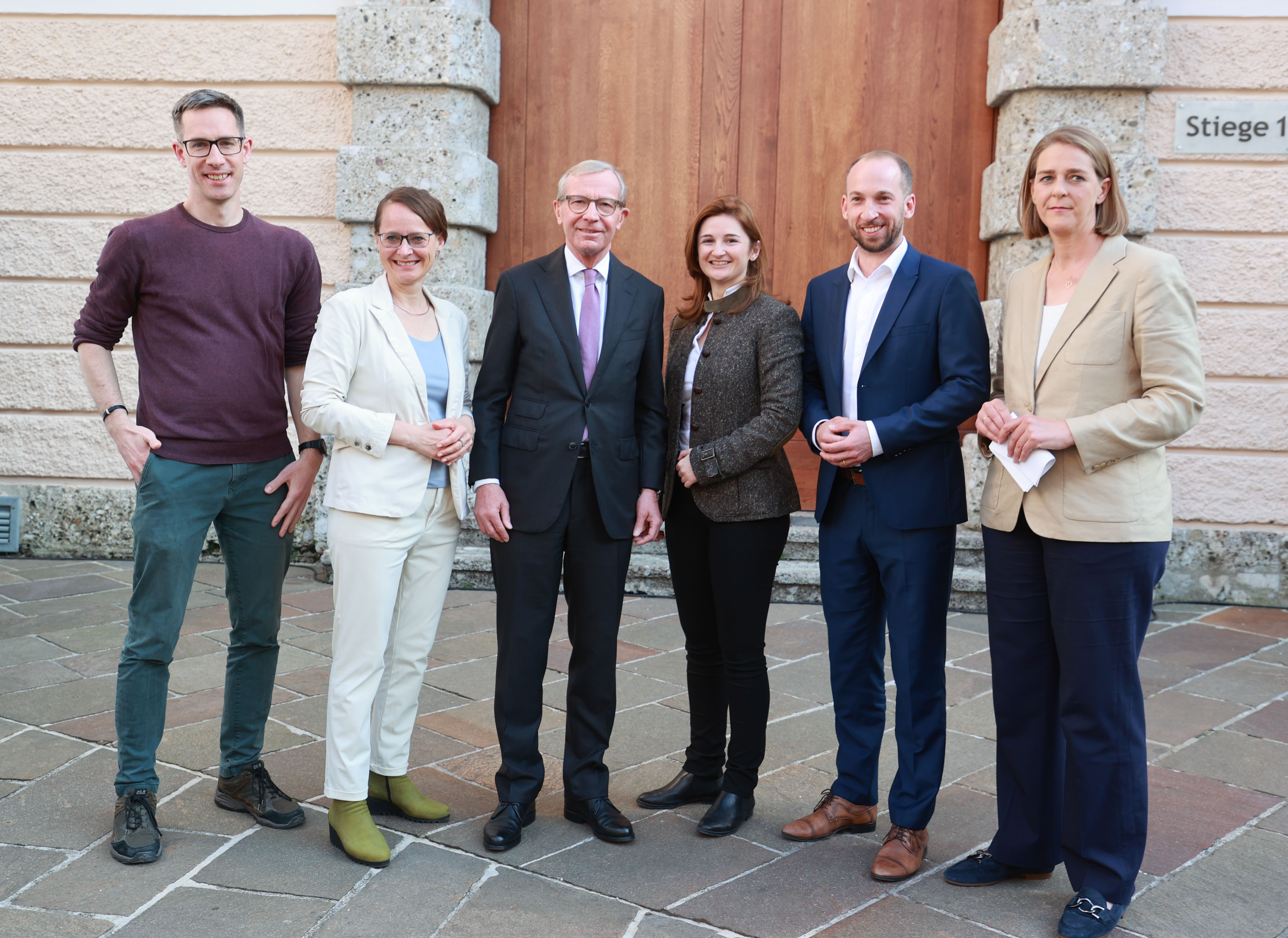
Candidatos a gobernador.

|                                    |                                                          |         |        |         |             |
| Partido                            | Partido                                                  | Votos   | %      | Escaños | +/−         |
|                                    | Partido Popular Austríaco (ÖVP)                          | 81,752  | 30.37  | 12      | 3           |
|                                    | Partido de la Libertad de Austria (FPÖ)                  | 69,310  | 25.75  | 10      | 2           |
|                                    | Partido Socialdemócrata de Austria (SPÖ)                 | 48,099  | 17.87  | 7       | 1           |
|                                    | Partido Comunista de Austria (KPÖ Plus)                  | 31,383  | 11.66  | 4       | Nuevo       |
|                                    | Los Verdes-La Alternativa Verde (GRÜNE)                  | 22,074  | 8.20   | 3       | Sin cambios |
|                                    |                                                          |         |        |         |             |
|                                    | NEOS – La Nueva Austria y Foro Liberal (NEOS)            | 11,310  | 4.20   | 0       | Sin cambios |
|                                    | Somos Salzburgo                                          | 3,191   | 1.19   | 0       | Nuevo       |
|                                    | MFG–Austria Personas – Libertad – Derechos Fundamentales | 2,071   | 0.77   | 0       | Nuevo       |
| Total                              | Total                                                    | 269,190 | 100.00 | 36      | -           |
|                                    |                                                          |         |        |         |             |
| Votos válidos                      | Votos válidos                                            | 269,190 | 98.06  |         |             |
| Votos inválidos y en blanco        | Votos inválidos y en blanco                              | 5,331   | 1.94   |         |             |
| Total                              | Total                                                    | 274,521 | 100.00 |         |             |
| Votantes registrados/participación | Votantes registrados/participación                       | 386,972 | 70.94  |         |             |
| Fuente:                            |                                                          |         |        |         |             |

## Formación del Gobierno[3]
| Partido político  | Partido político                                                                   | Partido político          | Partido Popular Austríaco                            |           |
| Partido político  | Partido político                                                                   | Partido político          | Partido de la Libertad de Austria                    |           |
| Nombre            | Nombre                                                                             | Cargo                     | Funciones                                            | Funciones |
| Wilfried Haslauer |                                                                                    | Gobernador                | Dirección de la Oficina del Estado                   |           |
| Wilfried Haslauer | Gestión Financiera y Patrimonial                                                   | Gobernador                |                                                      |           |
| Wilfried Haslauer | Seguridad y Protección Civil                                                       | Gobernador                |                                                      |           |
| Wilfried Haslauer | Museos                                                                             | Gobernador                |                                                      |           |
| Wilfried Haslauer | Investigación Aplicada e Investigación/Ciencia Básica                              | Gobernador                |                                                      |           |
| Wilfried Haslauer | Europa                                                                             | Gobernador                |                                                      |           |
| Marlene Svazek    |                                                                                    | Vicegobernadora           | Naturaleza y Protección del Medio Ambiente, Negocios |           |
| Marlene Svazek    | Educación Primaria y Cuidado de Niños                                              | Vicegobernadora           |                                                      |           |
| Marlene Svazek    | Caza y Pesca                                                                       | Vicegobernadora           |                                                      |           |
| Marlene Svazek    | Juventud, Familia, Integración y Generaciones                                      | Vicegobernadora           |                                                      |           |
| Stefan Schnöll    |                                                                                    | Vicegobernador            | Economía, Turismo, Comunidades                       |           |
| Stefan Schnöll    | Política del Mercado de Trabajo, Control de la Educación y Fundamentos del Trabajo | Vicegobernador            |                                                      |           |
| Stefan Schnöll    | Infraestructura y Transporte                                                       | Vicegobernador            |                                                      |           |
| Stefan Schnöll    | Cultura                                                                            | Vicegobernador            |                                                      |           |
| Josef Schwaiger   |                                                                                    | Consejero provincial      | Agricultura                                          |           |
| Josef Schwaiger   | Personal                                                                           | Consejero provincial      |                                                      |           |
| Josef Schwaiger   | Agua                                                                               | Consejero provincial      |                                                      |           |
| Josef Schwaiger   | Parque Nacional y Antheringer Au                                                   | Consejero provincial      |                                                      |           |
| Josef Schwaiger   | Energía y Ley de la Energía                                                        | Consejero provincial      |                                                      |           |
| Josef Schwaiger   | Organización Especial para Asilos y Alojamientos para Personas Desplazadas         | Consejero provincial      |                                                      |           |
| Daniela Gutschi   |                                                                                    | Consejera de Estado       | Educación                                            |           |
| Daniela Gutschi   | Salud                                                                              | Consejera de Estado       |                                                      |           |
| Daniela Gutschi   | Mujer, Diversidad e Igualdad de Oportunidades                                      | Consejera de Estado       |                                                      |           |
| Christian Pewny   |                                                                                    | Concejal Provincial Mayor | Temas Sociales                                       |           |
| Christian Pewny   | Control de Alimentos y Protección del Consumidor                                   | Concejal Provincial Mayor |                                                      |           |
| Christian Pewny   | Desarrollo Regional y Política Regional de la UE                                   | Concejal Provincial Mayor |                                                      |           |
| Christian Pewny   | Promoción de Aprendizaje                                                           | Concejal Provincial Mayor |                                                      |           |
| Martin Zauner     |                                                                                    | Consejero Provincial      | Ordenación del territorio                            |           |
| Martin Zauner     | Vivienda y Construcción                                                            | Consejero Provincial      |                                                      |           |
| Martin Zauner     | Deportes                                                                           | Consejero Provincial      |                                                      |           |
| Martin Zauner     | Tráfico Terrestre                                                                  | Consejero Provincial      |                                                      |           |